# Campeonato Mundial de Atletismo de 2009 - Revezamento 4x400 m masculino
A prova dos 4x400 metros masculino do Campeonato Mundial de Atletismo de 2009 foi disputada entre 22 e 23 de agosto no Olympiastadion, em Berlim.

## Recordes
Antes desta competição, os recordes mundiais e do campeonato nesta prova eram os seguintes:
| Tipo                  | Atleta         | Tempo   | Local     | Data                 | Ref |
| --------------------- | -------------- | ------- | --------- | -------------------- | --- |
|                       | Estados Unidos | 2:54.29 | Stuttgart | 22 de agosto de 1993 | ver |
| Recorde do campeonato | Estados Unidos | 2:54.29 | Stuttgart | 22 de agosto de 1993 | ver |

## Medalhistas
| Ouro | Prata                                                                                         | Bronze                                                                   |
| Estados Unidos · Angelo Taylor · Jeremy Wariner · Kerron Clement · LaShawn Merritt · Lionel Larry* · Bershawn Jackson* | Grã-Bretanha · Conrad Williams · Michael Bingham · Robert Tobin · Martyn Rooney · Dai Greene* | Austrália · John Steffensen · Ben Offereins · Tristan Thomas · Sean Wroe |

*Correram apenas as eliminatórias, mas receberam medalhas

## Resultados

### Eliminatórias
Estes são os resultados das eliminatórias. As 13 equipes inscritas foram divididas em duas baterias, se classificando para a final as três melhores de cada bateria (Q) mais os dois melhores tempos no geral (q).
| Bateria 1 | Bateria 1                                                                             | Bateria 1   | Bateria 1            |
| Pos.      | Equipe                                                                                | Tempo       | Notas                |
| --------- | ------------------------------------------------------------------------------------- | ----------- | -------------------- |
| 1         | USA Estados Unidos Lionel Larry Kerron Clement Bershawn Jackson Angelo Taylor         | 3:01.40 (Q) |                      |
| 2         | FRA França Leslie Djhone Teddy Venel Yannick Fonsat Yoann Décimus                     | 3:01.65 (Q) | Recorde da temporada |
| 3         | GBR Grã-Bretanha Conrad Williams Robert Tobin Dai Greene Martyn Rooney                | 3:01.91 (Q) |                      |
| 4         | AUS Austrália Joel Milburn Tristan Thomas Ben Offereins Sean Wroe                     | 3:02.04 (q) | Recorde da temporada |
| 5         | NGR Nigéria Saul Welgopwa Noah Akwu Amaechi Morton Bola Gee Lawal                     | 3:02.36 (q) |                      |
| 6         | RUS Rússia Maksim Dyldin Valentin Kruglyakov Konstantin Svechkar Aleksandr Derevyagin | 3:02.78     |                      |

| Bateria 2 | Bateria 2                                                                              | Bateria 2   | Bateria 2            |
| Pos.      | Equipe                                                                                 | Tempo       | Notas                |
| --------- | -------------------------------------------------------------------------------------- | ----------- | -------------------- |
| 1         | BEL Bélgica Antoine Gillet Cedric van Branteghem Nils Duerinck Kévin Borlée            | 3:02.13 (Q) | Recorde da temporada |
| 2         | DOM República Dominicana Gustavo Cuesta Arismendy Peguero Yoel Tapia Felix Sánchez     | 3:02.76 (Q) |                      |
| 3         | POL Polônia Piotr Klimczak Marcin Marciniszyn Rafal Wieruszewski Jan Ciepiela          | 3:03.23 (Q) | Recorde da temporada |
| 4         | GER Alemanha Martin Grothkopp Kamghe Gaba Eric Krüger Ruwen Faller                     | 3:03.52     |                      |
| 5         | JAM Jamaica Leford Green Ricardo Chambers Isa Phillips Jermaine Gonzales               | 3:04.45     |                      |
| 6         | RSA África do Sul Ofentse Mogawane Jacob Mothsodi Ramokoka Sibusiso Sishi Pieter Smith | 3:07.88     |                      |
|           | BAH Bahamas Ramon Miller Avard Moncur Latoy Williams Nathaniel McKinney                | DSQ         |                      |

### Final
Estes são os resultados da final:
| Pos.              | Equipe                                                                          | Tempo   | Notas                |
| ----------------- | ------------------------------------------------------------------------------- | ------- | -------------------- |
| Medalha de ouro   | USA Estados Unidos Angelo Taylor Jeremy Wariner Kerron Clement LaShawn Merritt  | 2:57.86 | Recorde da temporada |
| Medalha de prata  | GBR Grã-Bretanha Conrad Williams Michael Bingham Robert Tobin Martyn Rooney     | 3:00.53 | Recorde da temporada |
| Medalha de bronze | AUS Austrália John Steffensen Ben Offereins Tristan Thomas Sean Wroe            | 3:00.90 | Recorde da temporada |
| 4                 | BEL Bélgica Antoine Gillet Kévin Borlée Nils Duerinck Cedric van Branteghem     | 3:01.88 | Recorde da temporada |
| 5                 | POL Polônia Marcin Marciniszyn Piotr Klimczak Kacper Kozlowski Jan Ciepiela     | 3:02.23 | Recorde da temporada |
| 6                 | DOM República Dominicana Arismendy Peguero Yon Soriano Yoel Tapia Felix Sánchez | 3:02.47 |                      |
| 7                 | FRA França Leslie Djhone Teddy Venel Yannick Fonsat Yoann Décimus               | 3:02.65 |                      |
| 8                 | NGR Nigéria Saul Welgopwa Noah Akwu Amaechi Morton Bola Gee Lawal               | 3:02.73 |                      |

Legenda
| Recorde mundial       | Recorde mundial (World record)               |                       | Recorde africano                      | Recorde africano (African) |                                           | Q | Classificado por posição (Qualified) |
| Recorde do campeonato | Recorde do campeonato (Championship record)  | Recorde da América    | Recorde da América (Americas)         | q                          | Classificado por melhor tempo (Qualified) |   |                                      |
| Melhor marca do ano   | Melhor marca do ano (World leading)          | Recorde asiático      | Recorde asiático (Asian)              | DNS                        | Não largou (Did not start)                |   |                                      |
| Recorde nacional      | Recorde nacional (National record)           | Recorde europeu       | Recorde europeu (European)            | DNF                        | Não terminou (Did not finish)             |   |                                      |
| Recorde pessoal       | Recorde pessoal do atleta (Personal best)    | Recorde da Oceania    | Recorde da Oceania (Oceania)          | DSQ / DQ                   | Desclassificado (Disqualified)            |   |                                      |
| Recorde da temporada  | Recorde da temporada do atleta (Season best) | Recorde sul-americano | Recorde sul-americano (South America) | NM                         | Sem marca (No mark)                       |   |                                      |